# Chiesa di Sant'Andrea Apostolo (Moraro)
La chiesa di Sant'Andrea Apostolo è la parrocchiale di Moraro, in provincia ed arcidiocesi di Gorizia; fa parte del decanato di Cormons.

## Storia
La primitiva cappella di Moraro fu edificata probabilmente nel XIV secolo. Questa chiesetta venne dotata nel 1610 dell'altare maggiore, realizzato da Pietro Morelli.
Nel 1734 fu concessa l'autorizzazione ad erigere la nuova parrocchiale, la cui prima pietra venne posta nel 1736; l'edificio fu portato a compimento nel 1740. La consacrazione venne impartita il 4 novembre del 1763 dall'arcivescovo di Gorizia Carlo Michele d'Attems. Nel 1782 fu costruita da Pietro Riaviz la cupola del campanile mentre nel 1856 venne realizzata la cantoria. 
Nel 1884 un intervento di restauro condotto da Giuseppe Jasnik interessò il campanile e l'esterno della parrocchiale. Nel 1892 Domenico Gnot rifece il pavimento e Luigi Olivo sistemò il tetto. Nella seconda metà del Novecento la chiesa venne nuovamente ristrutturata.

## Descrizione

### Esterno
La facciata a capanna della chiesa è tripartita da quattro lesene; nelle parti laterali si aprono due finestre, mentre in quella centrale si trovano due nicchie, in una delle quali vi è una statua raffigurante Sant'Andrea Apostolo.

### Interno
Opere di pregio conservate all'interno della chiesa sono l'altare maggiore, costruito nel 1749 da Giovanni Mazzoleni ed impreziosito da due statue raffiguranti i Santi Andrea e Giovanni Battista, scolpite nel 1769 da Paolino Zuliani, una pala raffigurante la Madonna del Rosario assieme ai Santi Domenico e Chiara e una San Valentino, entrambe opere settecentesche di Johann Micheal Lichtemreiter